# Bágyogszovát
Bágyogszovát är en mindre stad i provinsen Győr-Moson-Sopron i Ungern. År 2019 hade Bágyogszovát totalt 1 323 invånare.